# Nidularium catarinense
Nidularium catarinense är en gräsväxtart som beskrevs av Elton Martinez Carvalho Leme. Nidularium catarinense ingår i släktet Nidularium och familjen Bromeliaceae. Inga underarter finns listade i Catalogue of Life.